# Перший астрономічний трикутник

Перший астрономічний трикутник

Перший астрономічний трикутник — паралактичний трикутник, що застосовують, для переведення координат із горизонтальної системи в екваторіальну та навпаки. Утворений трьома дугами: колом схилень світила, вертикалом світила, та дугою небесного меридіана, між зенітом та північним полюсом світу

## Будова
Складається з трьох кутів, що дорівнюють, відповідно:
{\displaystyle P=t}
{\displaystyle Z=180-A}
де: Z — зеніт, A — азимут світила, P — північний полюс світу, t — годинний кут світила. Третій кут R називається паралактичним і зазвичай не використовується в розрахунках. Сторони цього трикутника — дуги великого кола PR, PZ і RZ, вимірюються відповідними кутами:
{\displaystyle PR=p=90-\delta }
{\displaystyle ZR=z=90-h}
{\displaystyle PZ=90-\phi }
Де φ — широта, на якій перебуває спостерігач, δ — схилення світила, p — полярна відстань світила, z — зенітна відстань, а h — висота світила над горизонтом.

## Використання
За допомогою формул сферичної тригонометрії, можна перейти від однієї системи координат до іншої:
{\displaystyle cos(a)=cos(b)cos(c)+sin(b)sin(c)cos(A)}
{\displaystyle cos(b)=cos(a)cos(c)+sin(a)sin(c)cos(B)}
{\displaystyle cos(c)=cos(b)cos(a)+sin(b)sin(a)cos(C)}
{\displaystyle sin(a)/sin(A)=sin(b)/sin(B)=sin(c)/sin(C)}
{\displaystyle sin(b)cos(A)=sin(c)cos(a)-cos(c)sin(a)cos(B)}
{\displaystyle sin(b)cos(C)=sin(a)cos(c)-cos(a)sin(c)cos(B)}
{\displaystyle sin(c)cos(B)=sin(a)cos(b)-cos(a)sin(b)cos(C)}
{\displaystyle sin(c)cos(A)=sin(b)cos(a)-cos(b)sin(a)cos(C)}
{\displaystyle sin(a)cos(C)=sin(b)cos(c)-cos(b)sin(c)cos(A)}
{\displaystyle sin(a)cos(B)=sin(c)cos(b)-cos(c)sin(b)cos(A)}